# اولگا کساکیویکز
اولگا کساکیویکز (۱۹۱۵–۱۹۸۳) دانشجوی اوکراینی ۱۸ ساله دوبوار بود و دوبوار او را به سارتر معرفی کرد. در ابتدا دوبوار و سارتر با هم صحبت کردند و به این نتیجه رسیدند که یک عشق سه نفری را آغاز کنند. این برنامه ممکن نشد چون سارتر برای یک دوره دوساله چنان عاشق اولگا شد که نتوانست اولویت رابطه خود با دوبوار را حفظ کند. دوبوار بعداً در رمانش به اسم برای ماندن آمده این رابطه را به عنوان اساس داستانش بازنمایی کرد. حتی بعد از اینکه زندگی سه نفره با اولگا به انتهای خود رسید هم اولگا جزو حلقه دوستان آنها باقی ماند چون او با ژاک لوران بوست ازدواج کرده بود که دانشجوی سارتر در لوآور بود. البته سارتر توانست وندا خواهر کوچک اولگا را به حرمسرای خود اضافه کند.